# Ozimops petersi
Ozimops petersi is een vleermuis uit het geslacht Ozimops die voorkomt in de droge delen van Australië, van het midden van West-Australië tot het zuiden van het Noordelijk Territorium en het uiterste noordwesten van Victoria. Deze soort werd eerder als een populatie van Ozimops planiceps opgevat.

## Kenmerken
Ozimops petersi heeft een korte, lichtbruine tot grijsbruine vacht, die zoals gebruikelijk aan de bovenkant donkerder is dan aan de onderkant. De naakte huid (onder andere op de vleugels en de neus) is roze of grijs. De penis is korter dan 5 mm. Dieren uit het zuiden van het verspreidingsgebied zijn gemiddeld ongeveer een gram lichter dan dieren uit het noorden. De kop-romplengte bedraagt 47 mm, de staartlengte 25 tot 26 mm, de voorarmlengte 32 tot 40 mm en het gewicht 8 tot 14,8 g.